# Voile aux Jeux olympiques d'été de 2012 – 470 femmes
Pour un article plus général, voir Voile aux Jeux olympiques d'été de 2012.
Navigation
Pékin 2008 Rio de Janeiro 2016
L'épreuve de 470 femmes des Jeux olympiques d'été de 2012 a eu lieu du 3 au 10 août à Weymouth et Portland.

## Médaillés
| Or                                     | Argent                                    | Bronze                                 |
| Nouvelle-Zélande Jo Aleh Olivia Powrie | Grande-Bretagne Saskia Clark Hannah Mills | Pays-Bas Lobke Berkhout Lisa Westerhof |

## Qualification
Pour cette épreuve, les athlètes se sont qualifiés soit grâce aux championnats du monde 2011 qui attribuait 75 % des places ou soit à ceux de 2012 qui attribuait 25 % de places. Aussi, la Grande-Bretagne en tant que pays hôte est qualifiée pour toutes les épreuves.

## Format de la compétition
Cette épreuve comprend une série de régates. Des points sont attribués à chaque régate : un point pour le vainqueur, deux points pour le bateau en deuxième position et ainsi de suite. Après les 10 premières régates, les points attribués à chaque concurrent dans la course où il a réalisé sa plus mauvaise performance sont retirés et les points restants sont additionnés. Les 10 athlètes avec les meilleurs scores disputent la course pour la médaille dont les points comptent double : deux points pour la première place, quatre points pour la deuxième place et ainsi de suite. Le total des points obtenus à l'issue de la course de médaille détermine le classement, ainsi l'athlète ayant le score le plus bas est déclaré vainqueur.

## Calendrier
Toutes les heures sont en British Summer Time (UTC+1).
| Date                  | Temps   | Tour                 |
| --------------------- | ------- | -------------------- |
| Vendredi 3 août 2012  | 13 h 00 | Course 1 et 2        |
| Samedi 4 août 2012    | 13 h 00 | Course 3 et 4        |
| Lundi 6 août 2012     | 13 h 00 | Course 5 et 6        |
| Mardi 7 août 2012     | 13 h 00 | Course 7 et 8        |
| Mercredi 8 août 2012  | 13 h 00 | Course 9 et 10       |
| Vendredi 10 août 2012 | 14 h 00 | Course à la médaille |

## Résultats
| Rang                                | Nation                                    | Noms (skipper en premier) | Course | Course | Course | Course | Course | Course | Course | Course | Course | Course | Course | Points | Points |
| Rang                                | Nation                                    | Noms (skipper en premier) | 1      | 2      | 3      | 4      | 5      | 6      | 7      | 8      | 9      | 10     | CM     | Tot    | Net    |
| ----------------------------------- | ----------------------------------------- | ------------------------- | ------ | ------ | ------ | ------ | ------ | ------ | ------ | ------ | ------ | ------ | ------ | ------ | ------ |
| Médaille d'or, Jeux olympiques      | Jo Aleh et Olivia Powrie                  | Nouvelle-Zélande          | 2      | 6      | 2      | 5      | 10     | 4      | 1      | 1      | 2      | 18     | 2      | 53     | 35     |
| Médaille d'argent, Jeux olympiques  | Hannah Mills et Saskia Clark              | Grande-Bretagne           | 6      | 1      | 4      | 6      | 1      | 6      | 5      | 2      | 8      | 2      | 18     | 59     | 51     |
| Médaille de bronze, Jeux olympiques | Lisa Westerhof et Lobke Berkhout          | Pays-Bas                  | 1      | 8      | 6      | 4      | 2      | 18     | 4      | 3      | 20     | 6      | 12     | 84     | 64     |
| 4                                   | Camille Lecointre et Mathilde Géron       | France                    | 10     | 17     | 1      | 8      | 12     | 3      | 7      | 6      | 3      | 5      | 10     | 82     | 65     |
| 5                                   | Giulia Conti et Giovanna Micol            | Italie                    | 8      | 10     | 18     | 2      | 3      | 1      | 16     | 16     | 6      | 7      | 4      | 91     | 73     |
| 6                                   | Fernanda Oliveira et Ana Barbachan        | Brésil                    | 11     | 5      | 14     | 1      | 6      | 10     | 10     | 9      | 5      | 4      | 14     | 89     | 75     |
| 7                                   | Elise Rechichi et Belinda Stowell         | Australie                 | 14     | 7      | 3      | 12     | 9      | 7      | 9      | 13     | 4      | 1      | 16     | 104    | 83     |
| 8                                   | Kathrin Kadelbach et Friederike Belcher   | Allemagne                 | 19     | 2      | 7      | 14     | 15     | 5      | 6      | 5      | 14     | 11     | 6      | 103    | 84     |
| 9                                   | Amanda Clark et Sarah Lihan               | États-Unis                | 7      | 3      | 5      | 7      | 19     | 20     | 3      | 8      | 17     | 9      | 20     | 118    | 98     |
| 10                                  | Tara Pacheco et Berta Betanzos            | Espagne                   | 15     | 14     | 8      | 17     | 13     | 8      | 11     | 4      | 7      | 13     | 8      | 117    | 101    |
| 11                                  | Xiaoli Wang et Xufeng Huang               | Chine                     | 18     | 18     | 9      | 13     | 8      | 19     | 2      | 17     | 1      | 12     | *      | 116    | 97     |
| 12                                  | Agnieszka Skrzypulec et Jolanta Ogar      | Pologne                   | 13     | 13     | 20     | 18     | 7      | 2      | 18     | 7      | 11     | 10     | *      | 118    | 98     |
| 13                                  | Maria Fernanda Sesto et Consuelo Monsegur | Argentine                 | 16     | 19     | 19     | 3      | 5      | 12     | 14     | 11     | 15     | 3      | *      | 117    | 98     |
| 14                                  | Ai Kondo et Wakako Tabata                 | Japon                     | 9      | 4      | 17     | 20     | 11     | 9      | 13     | 21 DSQ | 13     | 8      | *      | 124    | 103    |
| 15                                  | Gil Cohen et Vered Bouskila               | Israël                    | 3      | 21 DSQ | 10     | 19     | 4      | 14     | 12     | 15     | 12     | 17     | *      | 126    | 105    |
| 16                                  | Henriette Koch et Lene Sommer             | Danemark                  | 5      | 12     | 16     | 10     | 14     | 16     | 15     | 10     | 9      | 15     | *      | 122    | 106    |
| 17                                  | Enia Ninčević et Romana Župan             | Croatie                   | 4      | 16     | 13     | 11     | 20     | 11     | 8      | 19     | 19     | 14     | *      | 135    | 115    |
| 18                                  | Tina Mrak et Teja Černe                   | Slovénie                  | 12     | 9      | 12     | 15     | 17     | 17     | 17     | 14     | 16     | 16     | *      | 144    | 127    |
| 19                                  | Lisa Ericson et Astrid Gabrielsson        | Suède                     | 17     | 11     | 11     | 9      | 13     | 15     | 19     | 12     | 18     | 20     | *      | 148    | 128    |
| 20                                  | Lara Vadlau et Eva-Maria Schimak          | Autriche                  | 20     | 15     | 15     | 16     | 18     | 13     | 20     | 18     | 10     | 19     | *      | 163    | 143    |

- (*) Seuls les 10 premiers participent à la course à la médaille.